# Brahicere
Brachycera este un subordin de insecte  care aparține ordinului Diptera. Subordinul Brachycera cuprinde circa 120 de familii.

## Caractere specifice
Capul brahicerelor este prevăzut cu o pereche de ochi mari între care se găsește fruntea. După lărgimea frunții, brahicerele se împart în schizomezotope (cu fruntea largă la femele și îngustă la masculi) și holometope (cu fruntea de aceeași lărgime la ambele sexe).
Aripile sunt inserate pe mezotorace și au nervuri longitudinale și transversale. Pe metatorace sunt inserate cele două balansiere. Cele trei perechi de picioare sunt inserate ventral pe  torace. Fiecare picior este alcătuit din coxă, trohanter, femur, tibie și tars. Ultimul dintre cele cinci articole ale tarsului este prevăzut cu două gheare și două pernițe.
Abdomenul este alcătuit din mai multe articole. Ultimele articole constituie împreună aparatul sexual denumit hipopigiu la mascul și oviscapt la femelă.
Majoritatea dipterelor brahicere sunt ovipare, dar există unele brahicere ovo-vivipare (la care larva eclozează imediat după depunerea oului) și altele  vivipare (la care femela elimină direct larve).
După modul de eliberare a adultului din nimfă în cursul metamorfozei, dipterele brahicere se împart în ortorafe și ciclorafe.

## Familii
- Syrphidae
- Anthomyiidae
- Tephritidae
- Tabanidae
- Drosophilidae
- Empididae
- Muscidae
- Nycteribiidae
- Chloropidae
- Sarcophagidae
- Hippoboscidae
- Agromyzidae
- Tachinidae
- Phoridae
- Oestridae
- Asilidae
- Calliphoridae
- Conopidae
- Bombyliidae
- Clusiidae
- Stratiomyidae
- Ephydridae

## Vezi și
- Muscă (insectă)